# Оружие ярости
«Оружие ярости» (англ. Gun Fury) — вестерн 1953 года с Рок Хадсоном и Донна Рид в главных ролях.

## Сюжет
Банда Френка Слайтона грабит дилижанс и похищает мисс Гоман. Ее жениха, бывшего солдата Бена Варрена, бандиты посчитали убитым и бросили, но он начинает преследование Слайтона, и вскоре на его сторону переходит один из бандитов, обиженный Слайтоном, и индеец, поклявшийся отомстить Слайтону за гибель сестры. 

## В ролях
- Рок Хадсон
- Донна Рид
- Филип Кэри
- Роберта Хэйнс
- Лео Гордон — Том «Джесс» Бёрджесс
- Ли Марвин
- Невилл Брэнд
- Рэй Томас
- Боб Херрон
- Фил Роулинз

## О фильме
Экспериментальный фильм, снятый в 3D, в котором технология подчеркивается периодическим бросанием предметов в камеру. Иногда сцены показываются с точки зрения погонщика дилижанса. Фильм снят длинными общими планами, показывающими действие целиком. Персонажи показаны в полный рост, задний план (Аризонская пустыня) держится в фокусе. Фильм наполнен антивоенным пафосом, главный герой куда больше ищет помощи и пытается установить контакты с местными жителями, чем сражается, однако именно это и помогает ему, в конечном итоге, найти союзников и победить бандитов. Режиссёр фильма имел один глаз.

## Критика
Проходной вестерн со смазанной концовкой, который критики рекомендуют к просмотру исключительно любителям жанра 3D и/или вестерна.